# Gitta entdeckt ihr Herz
Gitta entdeckt ihr Herz ist ein deutscher Gesangs- und Liebesfilm aus dem Jahr 1932 von Carl Froelich mit Gitta Alpár, Gustav Fröhlich und Paul Kemp in den Hauptrollen. Das Drehbuch von Brandt und Faber beruht auf einer Idee von Tilde Förster.

## Handlung
Der Prímás eines Musikensembles stößt bei der Suche nach neuen Mitgliedern in einem kleinen ungarischen Dorf auf die junge Gitta Farkas, die ihr Lied selbstbewusst mit wunderschöner Stimme vorträgt. Sie wird aufgenommen und alsbald zum umjubelten Revuestar. In der Folgezeit zieht sie mit dem Ensemble durch die Welt.
Während einer Zugfahrt zu einem Gastspiel in Berlin versucht der Prímás Gitta näherzukommen. Sie weist ihn jedoch ab und verlässt den Zug in Berlin noch vor dem Zielbahnhof. Nachdem sie einen Doppeldeckerbus bestiegen hat kommt sie mit ihrem Sitznachbarn Peter, einem jungen Komponisten, ins Gespräch, dem sie vorschlägt, er solle nicht so ernste Sachen komponieren. Als sie – ohne Fahrkarte und ohne Geld – aussteigen muss, steigt Peter ebenfalls aus und nimmt sie mit nach Hause. Peter schleicht sich mit Gitta an der Party vorbei, die sein vermögender Vater gerade gibt, ins obere Stockwerk und probt auf seinem Flügel das Lied, das Gitta ihm vorsummt.
Während Peter daraufhin von den Gästen in Beschlag genommen wird, drapiert Gitta ein großes Seidentuch um ihren Körper und mischt sich unter die Gäste, wo der Hausherr sie entzückt begrüßt. Als ihr „Kleid“ sich am Rücken löst, und sein Vater Peter wegen Gitta zur Rede stellt, verlässt dieser verärgert zusammen mit Gitta das Haus, lässt seinen Vater zuvor aber noch wissen, er wolle sich nun selbstständig durchs Leben schlagen. An der Tür trifft er seinen Freund Fred, der sich Geld von ihm leihen möchte. Fred nimmt Peter und Gitta mit auf seine Bude unterm Dach. Die Männer ahnen nicht, dass die junge Frau bereits eine äußerst erfolgreiche Sängerin ist.
Um die Rechnung für ein Taxi zu begleichen, schickt Gitta den Fahrer zum Hotel, wo das Musikensemble untergebracht ist, und zwar zu ihrem Tanzpartner János, der die Rechnung begleichen soll. Peter ersucht indes seinen Verleger um einen Vorschuss für das neu komponierte Lied. Dieser lehnt jedoch ab mit dem Hinweis, der Druck seiner belanglosen Kompositionen sei von seinem Vater bezahlt worden. Der Prímás hat inzwischen alle Hebel in Bewegung gesetzt, um seinen Star wiederzufinden und sogar eine hohe Belohnung ausgesetzt, Gitta bleibt jedoch verschwunden. Auf seine zweite Besetzung Ilona kann er nicht zählen, da sie vor Aufregung keinen Ton zustande bringt. Kurz vor der anstehenden Premiere kehrt Gitta zum Prímás zurück, da sie ihrem Peter helfen will.
Der Prímás ist so erleichtert, dass sein Star zurückgekehrt ist, dass er Gitta erlaubt, Peters Lied zu singen. Als Peter bei der Premiere seine Gitta als großen Star der Revue sieht, die sein Lied mir großem Erfolg vorträgt, glaubt er, dass sie sich einen Scherz mit ihm erlaubt habe. Allen Missverständnissen zum Trotz findet das junge Paar jedoch schließlich wieder zusammen.

## Zeitgeschichtliches
Im Film wird das moderne Berlin gezeigt: In einer ausführlichen Szene ist Gitta mit ihren beiden Männern in einem großen Wellenbad zu sehen. Dabei erlaubt sich der Regisseur den Scherz, vom Sprungbrett abgesprungene Springer wieder aufs Sprungbrett gelangen zu lassen, indem er die Szene rückwärts abspielt. In die Handlung wird die Szene dadurch eingebunden, dass der Prímás im Mantel und mit Hut auftaucht, zusammen mit János Gitta sucht und findet und dabei ins Wasser fällt. Statt Musik ist dabei fröhliches Enten-Gequake zu hören.
Bevor Peter erkennt, dass seine Julika die berühmte Gitta ist, kommt sein Vater in sein Zimmer und vergleicht seinen Sohn, der mit zurückgestrichenem Haar und beleidigtem Gesicht vor einer Beethoven-Büste steht, nicht mit diesem, sondern ruft: „Wie Hitler“. 1932 war ein solcher „Scherz“ noch möglich.

## Produktionsnotizen und Wissenswertes
Der Baubeginn des Films fand am 20. Januar 1932 statt. Die Drehzeit dauerte vom 28. Januar bis zum 3. März 1932. Bei der Musik gab es eine Arbeitsteilung: Während Nikolaus Brodszky die Komposition schuf, übernahm Hansom Milde-Meißner die musikalische Leitung derselbigen. Die von Walter Haag aufgeführten Filmbauten entwarf Carl Froelichs langjähriger Chefarchitekt Franz Schroedter. Erich Lange sorgte für den Ton, Hugo Froelich, der jüngere Bruder des Regisseurs, diente als Aufnahmeleiter. Die Tricktitel gestaltete der renommierte Animations- und Experimentalfilmer Oskar Fischinger.
Für die Hauptdarsteller Alpár und Fröhlich besaß dieser Film eine besondere Bedeutung. Am Tag der glanzvollen Uraufführung – es soll insgesamt 27 Vorhänge gegeben haben – heirateten die beiden Künstler.

## Hintergrund
Der Autor und Kritiker Karlheinz Wendtland stellte fest, dass „die beiden einzigen in Deutschland mit Gitta Alpar gedrehten Tonfilme (außer diesem noch im selben Jahr Die – oder keine) nie im Fernsehen gezeigt worden [seien] und dies bei dieser außergewöhnlich guten zeitgenössischen Kritik“! Als Alpar „1987 mit 84 Jahren in Berlin (endlich!) den Bundesfilmpreis erhalten habe, habe es – mit Recht – [geheißen], sie habe damals mit dafür gesorgt, daß Berlin das wurde, was es einst war“. Wendtland bedauerte, dass „den Nachgeborenen diese Namen kein Begriff mehr seien. Mit ihren Filmen könnte man ihr Andenken wachhalten!“

## Musikstücke und Veröffentlichung
Gitta Alpár singt mehrere Lieder in dem Film, so auch das Lied – im Film von Peter komponiert – mit dem sie berühmt geworden ist. Es beginnt „Wenn wir einem alten Märchen lauschen...“ und kommt dann zur Hauptzeile Was kann so schön sein wie Deine Liebe. Es spielen Dajos Béla und sein Orchester. Bei einer Gesellschaft im Haus von Peters Vater spielt das Orchester Will Glahé, der zudem bei den Theaterproben am Flügel begleitet. Weitere Titel:
- Für Dich sing’ ich meine schönsten Lieder…
- Hallo, mein Fräulein!…
- Mädel, so bist Du…
- Dort, wo die Wälder grün…

Der Film wurde in Deutschland am 5. April 1932 in Berlin uraufgeführt. Sein Arbeitstitel lautete: Madame entdeckt ihr Herz. In Österreich wurde er unter dem Titel Das Lied der Puszta veröffentlicht. Im selben Jahr wurde er außerdem in Ungarn, Dänemark, Schweden, Finnland sowie unter dem Titel Gitta Discovers Her Heart in den Vereinigten Staaten veröffentlicht. Zudem lief er in Brasilien, der Tschechoslowakei und in Griechenland.

## Kritiken
Edith Hamann schrieb seinerzeit in der Filmwoche: „Gitta Alpar hat diese ihre erste und entscheidende Tonfilmschlacht auf der ganzen Linie gewonnen … Zieht man also einmal die Leistung der Sängerin Gitta Alpar ab, so bleibt ein wirklich guter Film auch ohne diese überragende Leistung übrig – und das will viel bei einem solchen Star-Film heißen. Die Weisheit, den weisen Carl Froelich als Film-Mentor eines so großen Namens gewählt zu haben, kann nicht genug gepriesen werden. Durch den ganzen Film leuchtet ein kluges, lächelndes Gesicht, in jeder Szene spürt man seine feste und doch leichte Hand, die immer sicher und routiniert ist.“ Weiter hieß es, die Besetzung sei „erstklassig“, so sei „Leonard Steckel die Karikatur sämtlichen Pusztas-Temperaments, Paul Kemp, treuherzigster aller Komiker, Oscar Sabo, nettester aller Väter, Tibor von Halmay, beweglichster aller singenden Tänzer, und Blandine Ebinger, die [die] aus einer ‚Wurzen‘, einer blassen Episodenfigur, eine großartige Type“ mache. Aus „diesem glänzenden Ensemble strahl[e] die hinreißende Stimme der Alpar, aber es [sei] nicht nur die glühende, leidenschaftliche Süßigkeit ihrer Stimme, die bezwinge, es [sei] auch die Verve und der Elan einer begnadeten Schauspielerin, die alle Register von sentimentaler Weiblichkeit bis zum burschikosen Humor zieh[e] und kraft ihres ungewöhnlichen Temperaments dieses kleine Ungarmädel, das ein großer Revuestar [werde], zu einem Erlebnis mach[e]“.
Gelobt wurde zudem die „ausgezeichnete Photographie von Curt Courant“, die „wesentlich zum Erfolg des Films beigetragen“ habe. Gustav Fröhlich, seinerzeit mit Gitta Alpar verheiratet, wurde als „ein bezaubernder Junge, strahlender und ‚fröhlicher‘ denn je, als ‚junger Beethoven‘ von einer leisen und reizenden Komik“ bezeichnet. Zudem wurde prophezeit, dass das Lied ‚Was kann so schön sein wie deine Liebe‘ bald „in aller Munde sein“ werde. Die Premiere sei ein „sogenannter ‚großer Abend‘ gewesen, und es gehör[e] keine prophetische Gabe dazu, diesem Film überall einen Erfolg vorauszusagen, auch ohne den pikanten Beigeschmack eines Paares, das nicht nur Liebe spiele…“

„Lustspiel in Form einer Operette, ganz auf die ungarische Opernsängerin Gitta Alpár abgezirkelt.“